# Emilia Töyrä
Linda Emilia Töyrä, född 10 juni 1985 i Jukkasjärvi församling i Norrbottens län, är en svensk politiker (socialdemokrat).
Töyrä är bosatt i Kiruna och började 2007 att arbeta som terminalarbetare på LKAB men gick senare över till att arbeta heltid med fackliga och politiska uppdrag. Hon var ordinarie riksdagsledamot för Socialdemokraterna mellan 2014 och 2022, invald för Norrbottens läns valkrets. Sedan 1 januari 2023 är hon förste vice ordförande i kommunstyrelsen i Kiruna kommun.